# Bjarke Schjødt Larsen
Bjarke Schjødt Larsen er forfatterpseudonymet for den danske forfatter Salina Larsen.
Schjødt Larsen (f. 1985) er vokset op i Spentrup ved Randers, men bor i dag i København med hustru Nicole Boyle Rødtnes. I slutningen af gymnasiet var Salina med til at danne foreningen Håbefulde Unge Forfattere sammen med blandt andre Nicole Boyle Rødtnes og Line Lybecker. Salina er uddannet cand.mag. i dansk fra Københavns Universitet og færdiggjorde i 2014 sin uddannelse på Forfatterskolen for Børnelitteratur.
I 2020 sprang Salina ud som transkønnet, men beholder sit gamle navn som pseudonym.
Schjødt Larsen har udgivet flere børne- og ungdomsbøger bl.a. inden for superheltegenren, fantasy og læslet.
Ved siden af forfatterskabet kører Salina bloggen Skrivekrampe.

### Romaner
- City Surfer (Turbine, 2014)
- Bussemændenes rekordbog (Alvilda, 2015)
- Jeg er Frankenstein (Turbine, 2016)
- Standby (Turbine, 2017)
- En flamme i øjet (Turbine, 2017)
- De dødes cirkus (Høst, 2017)
- Ghost - som en tyv i natten (Alvilda, 2017)
- Ghost - kontrolløren (Alvilda, 2017)
- Ghost - pigen, der var en bombe (Alvilda, 2018)
- Dr. Krank (Alinea, 2018)

### Noveller
Blandt andre
- Spil med døden i Historier til drenge: ikke for piger (Tellerup, 2012)
- Chance eller ambulance i Historier til drenge - tøser ingen adgang (Tellerup, 2013)
- Min fars farvel i Skybrud (Håbefulde Unge Forfattere, 2014)
- Alt det jeg plejer at fucke op i Allerførste gang (Dreamlitt, 2016)
- Dødedagene i Mørke guders templer (H. Harksen Productions, 2016)
- - dage siden du i Glimt fra tiden der var os (Håbefulde Unge Forfattere, 2017)
- Mordet på den sidste homo sapiens i Efter fødslen (Science Fiction Cirklen, 2017)

## Ekstern henvisning
1. ↑  Om mig bjarkeschjdtlarsen.dk

- Officiel hjemmeside Arkiveret 15. april 2018 hos  Wayback Machine

 Der er for få eller ingen kildehenvisninger i denne artikel, hvilket er et problem. Du kan hjælpe ved at angive troværdige kilder til de påstande, som fremføres i artiklen.